# Vattenspindel
Vattenspindel (Argyroneta aquatica) är en spindel som placeras i det egna släktet Argyroneta. Den lever under vattnet, men andas ändå luft som alla andra spindlar. Därför samlar vattenspindeln luft i ett nät som den tar med under vattenytan. Djuret förekommer från Brittiska öarna i väst till Japan i öst. 